# Don Juan's Reckless Daughter
Don Juan's Reckless Daughter er Joni Mitchells tiende album og stammer fra 1977. Den blev udsendt som dobbelt-LP og indeholder eksperimenterende musik, der fortsætter det spor, der blev sat på det foregående album, Hejira, med blandt andet jazz- og verdensmusikpræg.
Blandt de eksperimenterende numre kan nævnes "Dreamland" og "The Tenth World", der blot akkompagneres af slagtøj og kor, "Ouverture" med seks guitarer (forskelligt stemt) og det mest markante eksempel i form af det lange "Paprika Plains", der har fuldt orkester på dele af nummeret. Tekstmæssigt handler nummeret om oplevelser på en bar, hvor nogle indianere mødes en sen aften, og temaet er håbløshed og alkoholisme ("But when the church got through they traded their beads for bottles" og senere i samme vers: "(they) lost some link with nature"). I et mellemstykke fremstiller Mitchell mere løsrevne, drømmeagtige udtryk omhandlende den uskyldige barndom og sprængning af atombomber mm.

## Sange
Side 1:
1. "Ouverture/Cotton Avenue" (6:41)
2. "Talk to Me" (3:45)
3. "Jericho" (3:22)

Side 2: 
1. "Paprika Plains" (16:21)

Side 3:
1. "Otis and Marlena" (4:09)
2. "The Tenth World" (6:45)
3. "Dreamland" (4:38)

Side 4:
1. "Don Juan's Reckless Daughter" (6:36)
2. "Off Night Backstreet" (3:20)
3. "The Silky Veils of Ardor" (4:01)

Alle sange skrevet af Joni Mitchell; på "The Tenth World" har hun dog samarbejdet med Don Alias, Manolo Badrena, Alejandro Acuña, Airto og Jaco Pastorius.

## Musikere
Ud over at synge på albummet spiller Joni Mitchell også piano og guitar. En række musikere medvirker på pladen, men kun Jaco Pastorius (el-bas, kor) og John Guerin (trommer) er med på de fleste numre. De øvrige musikere medvirker på et til tre numre hver, og blandt disse møder man prominente navne som Wayne Shorter (sopransaxofon), Chaka Khan (kor), Larry Carlton (el-guitar), Alejandro Acuña (slagtøj, kor), Airto (surdo) og Don Alias (slagtøj).

## Cover
Coveret viser forskellige personer på for- og bagsiden med en smart påklædt sort mand (Mitchell selv i forklædning) forrest i billedet med en due foran sig, som om han har tryllet den frem. Længere tilbage i billedet ser man Mitchell med en kjole med et kunstværk og høj hat og stort grin, mens en dreng står til højre på albummets forside, klædt på til bal. Flere duer flyver omkring på forsiden, mens en enkelt kan findes på bagsiden sammen med en indianerdreng (også Mitchell) ses på afstand.
Baggrunden er et stærkt stiliseret landskab med en klar brun farve som land og en blå som himmel (cirka en fjerdedel). På indercoveret går dette igen med sangteksterne trykt i det brune område, mens en flok hvide duer flyver primært i det blå område.